# خووودنگتسا
خووودنگتسا (به لهستانی:  Hołodnica) یک روستا در لهستان است که در گمینا روکیتنو واقع شده‌است.